# Боунстил, Чарльз Хартвелл (младший)
Чарльз Хартвелл Боунстил-младший (англ. Charles Hartwell Bonesteel Jr.; 9 апреля 1885 года, Форт-Сидни, Сидни, Небраска, США — 5 июня 1964 года, Вашингтон, США) — американский военачальник, генерал-майор Армии США. Комендант Пехотной школы Армии США. Во время Второй мировой войны он командовал отделом персонала Главного командования союзных сил. Отец генерала Чарльза Хартвелла Боунстила III.

## Биография
Сын майора армии США Чарльза Хартвелла Боунстила—старшего (1851—1902; окончил Вест-Пойнт в 1876 году), Чарльз Хартвелл Боунстил-младший родился 9 апреля 1885 года в Форт-Сидни, штат Небраска. Его мать Мэри Грин Боунстил была дочерью Оливера Даффа Грина, который был награждён медалью Почёта за героизм в сражении при Энтитеме. В 1908 году окончил Военную академию в звании второго лейтенанта пехоты.
Начинал службу в различных частях на Филиппинах, Гавайях и в Техасе. Во время Первой мировой войны он служил в 55-м пехотном полку, а затем в пункте отправления в Ньюпорт-Ньюс, штат Виргиния. С 1919 по 1924 год был инструктором в Вест-Пойнте. В 1926 году окончил Командно-штабной колледж и до 1930 года служил в штабе начальника пехоты. С 1930 по 1931 год Боунстил служил в 18-м пехотном полку, сначала в качестве командира 1-го батальона, а затем в качестве старшего офицера полка, или заместителя командира. В 1932 году окончил Военный колледж. С 1932 по 1940 год Боунстил работал инструктором и начальником отделения в Пехотной школе, затем командиром 1-го батальона 2-го пехотного полка, а позже командиром 19-го пехотного полка.
В 1940 году Боунстил был произведён в бригадные генералы, а в 1941 году — в генерал-майоры. С 1940 по 1944 год занимал несколько руководящих штабных и командных должностей: начальник штаба района 6-го корпуса и 2-й армии; командующий районом 6-го корпуса; командир 5-й пехотной дивизии; командующий Командованием Исландской базы; комендант Пехотной школы; командующий Западным оборонительным командованием; помощник командующего 12-й группы армий.
В 1944 году Боунстил был назначен начальником отдела персонала в штаб-квартире Главного командования союзных сил. Оставался на этой должности до 1945 года, когда его назначили начальником отдела генеральной инспекции на Европейском театре военных действий. Позже в том же году Боунстил вернулся в Америку в качестве председателя Совета по кадрам Военного министерства, где он проработал до своей отставки в 1947 году.
В 1908 году женился на Кэролайн Стэндиш Мид Хадсон (1885—1965). У пары родились дочь Элеонора, которая впоследствии стала первой женой генерала ВВС США Нильса О. Омана, и сын Чарльз Хартвелл Боунстил III. Был награждён медалью «За выдающуюся службу», орденом «Легион почёта» и Бронзовой звездой, а также британским Орденом Бани и французским Орденом Почётного легиона. Скончался 5 июня 1964 в Армейском медицинском центре Уолтера Рида в Вашингтоне. Похоронен на Арлингтонском национальном кладбище.